# Papa Silvestro I
Silvestro I (III secolo – Roma, 31 dicembre 335) è stato il 33º vescovo di Roma e papa della Chiesa cattolica dal 314 fino alla sua morte. È venerato come santo dalla Chiesa cattolica e dalle Chiese ortodosse. Grazie a una serie popolarissima di leggende (prodotte soprattutto nel medioevo) in passato venne erroneamente considerato colui che convocò il primo concilio ecumenico di Nicea e riuscì a convertire Costantino il Grande, imperatore romano.

## Biografia
Silvestro, la cui data di nascita è sconosciuta, secondo il Liber pontificalis era figlio di un certo Rufino, romano; secondo il leggendario Vita beati Sylvestri, o Actus Silvestri, era figlio di una certa Giusta. Dopo la morte di papa Milziade, Silvestro fu consacrato vescovo di Roma e quindi papa; occupò tale posizione per ventun anni. Il suo pontificato coincise con il lungo impero di Costantino I, il primo imperatore romano che accettò il cristianesimo. La posizione pubblica della Chiesa affrontò un cambiamento epocale: il passaggio dalla Roma pagana alla Roma cristiana.
L'incidenza politica di Silvestro fu debolissima, complice anche, di contro, la vastissima popolarità e la fortissima personalità di Costantino. Fu l'imperatore a gestire, di fatto, il potere e le attività della Chiesa per tutto l'arco della vita di Silvestro e oltre. Il Papa fu, in un certo senso, l'"uomo di Costantino" il quale, consapevole della forza che ormai stava assumendo il Cristianesimo, orientò i suoi sforzi in direzione della sostituzione degli apparati pagani dello Stato con quelli Cristiani. Per ottenere un tale risultato dovette spesso sostituirsi a Silvestro, che comunque non fu mai capace e solo raramente tentò di imporre il suo ruolo. Costantino era il capo dello Stato, ma si ritagliò anche una funzione di vescovo, e tale era considerato, specialmente in Oriente; si autodefinì "vescovo dei vescovi". In questo ruolo l'imperatore intervenne in prima persona per ricomporre le diatribe che scuotevano la Chiesa al proprio interno. Scopo della sua azione fu quello di evitare che all'interno del cristianesimo si creassero delle correnti. I dissensi e le discussioni teologiche ne avrebbero minato l'unità e, perciò, la sua stessa forza politica.

### Lo scisma donatista e il primo concilio di Arles
In conseguenza dei tumulti provocati in Africa dai donatisti, non soddisfatti dell'esito del sinodo che papa Milziade aveva convocato nell'ottobre del 313, e che li vedeva sconfitti, lo stesso Costantino (travalicando l'autorità di Silvestro), convocò un concilio ad Arles, a cui parteciparono numerosi vescovi di opposte fazioni, che ribadirono la condanna del movimento donatista, dichiarandolo fuori della Chiesa, e stabilirono alcuni principi inerenti alla disciplina ecclesiastica.
La Chiesa di Roma non fu invitata dall'imperatore, i vescovi del Concilio allora inviarono una lettera ufficiale al pontefice dove si legge: Avesse voluto il cielo, o padre carissimo, che foste presente a questo grande spettacolo! Avreste contribuito a rendere più severa la sentenza contro certi criminali! Se foste stato con noi, grande sarebbe stata la gioia di tutta l'assemblea. Ma poiché non potevate lasciare la città, sede preferita dagli apostoli, dove il loro sangue testimonia la gloria di Dio, vi riferiamo che non abbiamo ritenuto nostro unico dovere trattare gli argomenti per i quali eravamo stati convocati; poiché provenivamo da diverse province, abbiamo creduto opportuno consultarci su vari problemi che si dovevano discutere, con l'assistenza dello Spirito Santo e degli Angeli. E desideriamo che siate voi, la cui autorità è più sentita, a far conoscere a tutte le Chiese le nostre decisioni.
I donatisti proseguirono comunque nelle loro rimostranze e la Chiesa d'Africa continuò a essere turbata da violenze, cui Costantino contrappose dure repressioni. Lungi dall'essere repressa, la lunga vertenza afflisse la Chiesa d'Africa per più di tre secoli, con i donatisti che rifiutavano obbedienza al clero “ufficiale”, che consideravano usurpatore e di cui contestavano l'elezione.

### Donazioni, regolamentazione ecclesiastica e basiliche costantiniane
L'opera di cristianizzazione dello Stato in cui era impegnato a fondo l'imperatore, lo vide sempre più coinvolto in questioni ecclesiastiche o comunque di regolamentazione unilaterale dei rapporti tra Stato e Chiesa. Fu suo il decreto che stabiliva l'esclusiva competenza dei tribunali ecclesiastici sulle questioni riguardanti la fede, attribuendo pertanto a quegli organismi, composti da vescovi, lo stesso potere degli analoghi tribunali dello Stato, competenti per tutte le altre questioni laiche; sancì l'esenzione del clero cristiano dai servizi civili; stabilì che la domenica venisse riconosciuta anche dallo Stato come giorno festivo.
Tra le principali donazioni dell'imperatore alla Chiesa cristiana, la "Domus Faustae", sede del sinodo dell'ottobre 313 indetto da papa Milziade, che sarebbe divenuta poi il Palazzo del Laterano, prima dimora ufficiale dei pontefici.
Silvestro promosse la costruzione delle grandi basiliche di Roma, e Costantino ne fece le "sue" opere. Secondo il Liber Pontificalis, infatti, su suggerimento del papa l'imperatore fondò la basilica di San Pietro sul Colle Vaticano, sopra un preesistente tempio dedicato ad Apollo, tumulandovi, in un sarcofago di bronzo, il corpo dell'apostolo Pietro. Sempre su ispirazione del papa sorsero la basilica ed il battistero del Laterano vicino al palazzo appena donato, la basilica del Sessorium (basilica di Santa Croce in Gerusalemme), la basilica di San Paolo fuori le mura sulla Via Ostiense, e molte chiese cimiteriali sulle tombe di martiri, in particolare quella sulla Via Salaria, presso le catacombe di Priscilla, le cui rovine sono tornate alla luce verso la fine dell'Ottocento. La memoria di Silvestro è legata principalmente alla chiesa in titulus Equitii (Basilica dei Santi Silvestro e Martino ai Monti) che prende il nome da un presbitero romano che si dice abbia eretto questa chiesa sulla sua proprietà. Essa sorge nei pressi delle terme di Traiano accanto alla Domus Aurea. Parti dell'edificio attuale risalgono al IV secolo.
Senza dubbio Silvestro I contribuì anche allo sviluppo della liturgia, per ciò che riguardava interventi propriamente interni alla vita della Chiesa: durante il suo regno, probabilmente, fu scritto il primo martirologio romano. Il nome di Silvestro è legato anche alla creazione della scuola romana di canto.

### L'arianesimo e il primo concilio di Nicea
Nella Chiesa di Alessandria d'Egitto si andava in quel periodo affermando la predicazione di Ario, un presbitero che diffondeva una sua dottrina sulla Trinità. Affermava che Gesù era "adottato" da Dio come figlio, sostanzialmente negando l'essenza divina di Cristo. Nonostante la scomunica, la sua dottrina continuò a fare proseliti, soprattutto in Oriente, trovando tra i sostenitori anche alcuni vescovi, tra cui Eusebio di Nicomedia ed Eusebio di Cesarea. Non riuscendo a frenare la diffusione delle idee di Ario, il patriarca Alessandro di Alessandria chiese l'intervento di Silvestro. Ma prima che questi decidesse sul da farsi, Costantino aveva già inviato sul posto il vescovo Osio di Cordova e, viste le serie difficoltà della questione, aveva immediatamente convocato, per il 14 giugno del 325, tutti i vescovi della Chiesa cristiana a un concilio a Nicea: si trattò del primo concilio ecumenico della storia.
L'assemblea degli oltre 300 vescovi fu presieduta da Osio di Cordova, mentre Costantino ne era il presidente onorario. Il Papa comunque prese parte ai negoziati sull'arianesimo e sul Concilio: benché fisicamente assente "per motivi di età" inviò i suoi legati, ma non è certo se Costantino avesse concordato in anticipo con lui la convocazione del concilio, né se, oltre alle firme dei suoi legati in calce ai documenti conciliari, ci fosse un'espressa conferma papale alle deliberazioni.
Fu confermata la condanna dell'arianesimo, fortemente ribadita dalla prima formulazione del "Simbolo niceno" (il "Credo" dei Cristiani) che però non bastò a debellare il movimento eretico in Oriente. Anzi lo stesso imperatore, indubbiamente non esperto di questioni teologiche ma preoccupato soprattutto della stabilità politica, sostituì a breve il suo consigliere per le questioni ecclesiastiche Osio con l'ariano Eusebio di Nicomedia. Questi riuscì ad ammettere lo stesso Ario alla presenza di Costantino (ormai trasferito nella nuova capitale Costantinopoli), il quale, fidandosi del suo nuovo consigliere, ritenne che una riabilitazione e un rientro di Ario nella Chiesa sarebbe servita a una riconciliazione tra la Chiesa di Roma e quella d'Oriente. Al rifiuto di Atanasio, nuovo vescovo di Alessandria, senza neanche concordarlo con Silvestro, Costantino convocò nel 335, a Tiro, un nuovo concilio di soli vescovi ariani, che deposero Atanasio. Le rimostranze di Silvestro, che morirà il 31 dicembre di quello stesso anno, saranno del tutto inutili.

### Morte

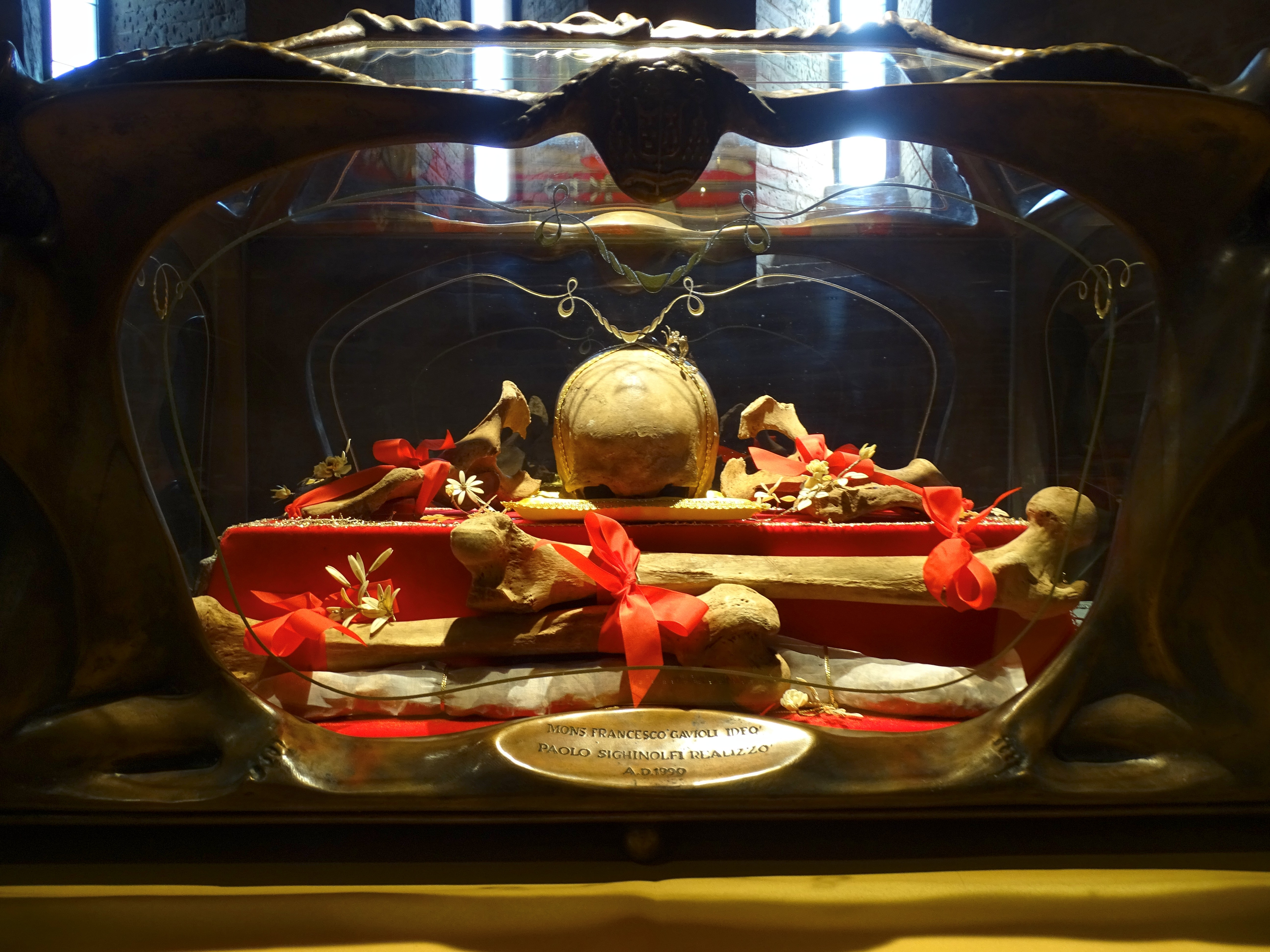
Reliquie di San Silvestro nell'Abbazia di San Silvestro a Nonantola

Morì il 31 dicembre 335, dopo 21 anni di pontificato.
Fu sepolto nella chiesa da lui voluta presso le Catacombe di Priscilla. La sua sepoltura è espressamente menzionata negli itinerari dei fedeli del VII secolo.

## Culto

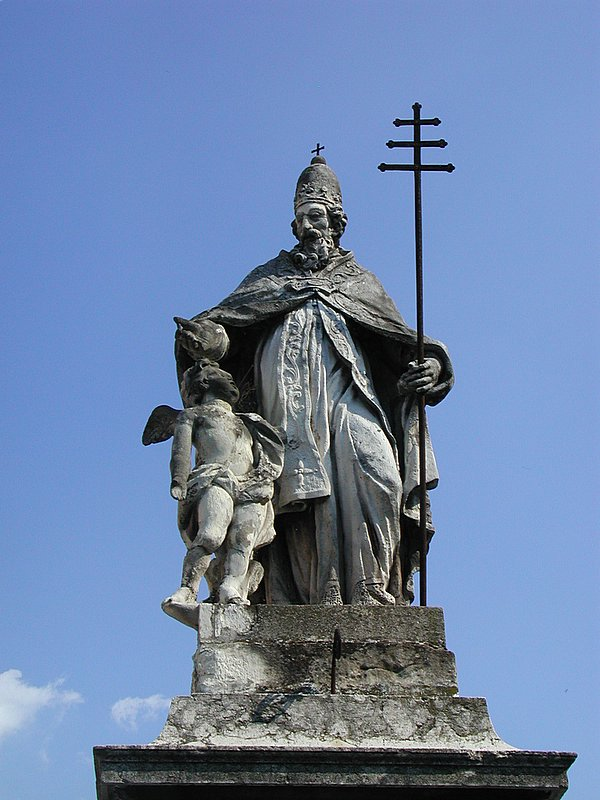
Statua di san Silvestro (Mantova)

Il 2 giugno 761, secondo un'antica tradizione, papa Paolo I fece traslare il suo corpo nell'oratorio della chiesa di San Silvestro in Capite ed il 17 luglio dello stesso anno lo fece portare all'interno della chiesa, dove fu ritrovato durante i restauri del 1596. Papa Clemente VIII lo fece porre sotto l'altare maggiore. Un'altra tradizione indica, invece, che nel 756 fu traslato all'abbazia di Nonantola.
Secondo la Depositio episcoporum, l'elenco dei giorni della sepoltura dei vescovi romani che fu compilato appena un anno dopo la morte di papa Silvestro I, la sua festa si celebra il 31 dicembre, e la stessa data ricorre sul Calendario di Filocalo. Questo giorno, perciò, è sicuramente il giorno della sua sepoltura.
La Chiesa cristiana ortodossa e le chiese cattoliche che seguono i riti orientali lo celebrano il 2 gennaio.
Dal Martirologio Romano:

## L'Ordine equestre
San Silvestro papa era il patrono dell'ordine cavalleresco chiamato Milizia Aurata o anche "dello Speron d'Oro" che la tradizione voleva fosse stato fondato addirittura dall'imperatore Costantino in persona. Dopo varie vicende nel corso dei secoli, nel 1841 papa Gregorio XVI, nell'ambito di una vasta riforma degli ordini equestri, dalla "Milizia Aurata" separò l'Ordine di San Silvestro Papa, assegnandogli propri statuti e decorazioni. Nel 1905 papa Pio X vi apportò ulteriori modifiche, ancora vigenti. L'Ordine prevede quattro classi: Cavaliere, Commendatore, Commendatore con placca (Grand'Ufficiale), Cavaliere di Gran Croce. Dei tre ordini equestri disciplinati dalla Santa Sede quello di San Silvestro è il minore; il rango più elevato appartiene all'"Ordine Piano", seguito da quello di San Gregorio Magno.

## Il pontificato di Silvestro nelle fonti storiche

### LaVita beati Sylvestri
Attorno a papa Silvestro esistono diverse leggende, ma ciò che riportano è in contrasto con gli avvenimenti storici. Queste leggende furono tramandate attraverso la Vita beati Sylvestri, comparsa in seguito presso le Chiese orientali e tradotta in greco, siriaco, e latino attraverso il Constitutum Sylvestri (un resoconto apocrifo di un supposto sinodo romano, inserito nelle falsificazioni simmachiane e comparso tra il 501 ed il 508), e attraverso la Donatio Constantini. I racconti riportati in tutti questi scritti, riguardo alla persecuzione di Silvestro, la conversione e il battesimo di Costantino, la donazione dell'imperatore al papa, i diritti garantitigli, ed il concilio di 275 vescovi a Roma, sono completamente leggendari.
La storia secondo la quale avrebbe battezzato Costantino è pura leggenda, poiché prove dell'epoca mostrano che l'imperatore ricevette il sacramento nei pressi di Nicomedia per opera di Eusebio, vescovo di quella città. Secondo lo storico del XIX secolo Ignaz von Döllinger, l'intera leggenda di Silvestro e Costantino, con tutti i dettagli sulla lebbra dell'imperatore e la proposta del bagno di sangue per guarirne, risale a non più tardi della fine del V secolo, mentre vi fanno certamente allusione Gregorio di Tours e san Beda. La cosiddetta Donazione di Costantino (con cui la Chiesa, per secoli, ha preteso di giustificare il suo potere temporale con una legge costantiniana) è stata già da lungo tempo dimostrata falsa, ma il documento è di considerevole antichità e, secondo Döllinger, venne redatto a Roma tra il 752 e il 777. Era certamente noto a papa Adriano I nel 778 e venne inserito nei falsi decreti verso la metà del secolo seguente. La leggendaria relazione di Silvestro con Costantino ottenne comunque l'effetto voluto, e fu importante nel Medioevo per sostenere le basi storiche del potere temporale della Chiesa. Papa Innocenzo IV, nel 1248, fece addirittura affrescare la leggenda della "donazione" in una cappella della basilica dei Santi Quattro Coronati, in Roma: probabilmente era in buona fede convinto della veridicità dell'avvenimento, che si rivelò comunque, ancora una volta, un ottimo mezzo di propaganda a dimostrazione della superiorità della Chiesa rispetto all'impero.

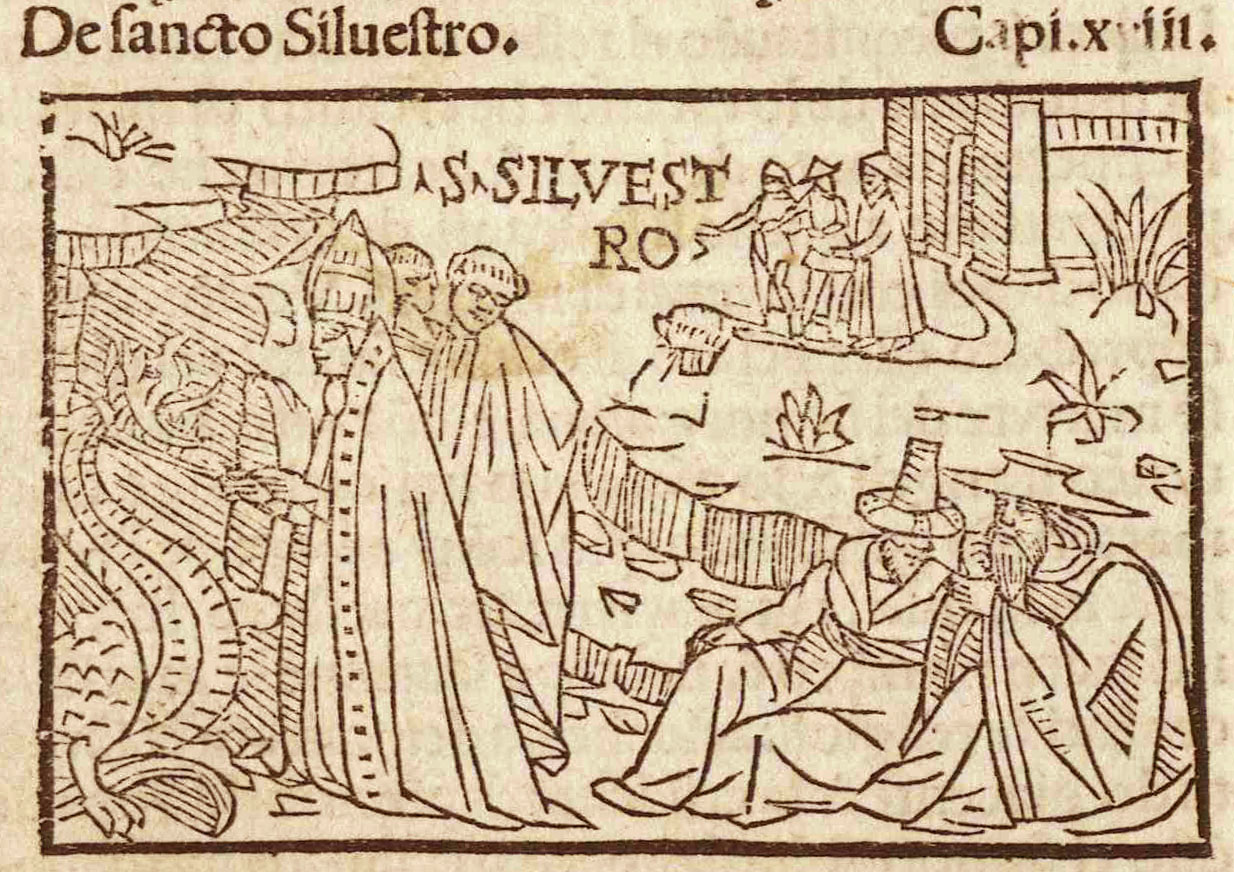
Silvestro ammansisce il drago nella Legenda Aurea (1497)

La leggenda più popolare narra che un terribile drago viveva in una caverna sul Palatino, vicino a un lago stagnante. Questo drago con il suo alito pestifero era in grado di uccidere tutti i passanti. Papa Silvestro, che aveva già sconfitto un'altra belva simile a Poggio Catino, per porre fine alla strage, si recò presso la tana del mostro. Disarmato, con il solo crocifisso in mano, alla vista del drago Silvestro invocò l'aiuto della Vergine e il drago divenne mansueto, al punto che il Papa lo poté legare con un filo della sua veste e portare al guinzaglio come un cagnolino al cospetto dei cittadini romani, che lo uccisero. I sacerdoti pagani, colpiti dal prodigio, si convertirono. Il corpo del drago fu trascinato nel Foro Romano e seppellito nel tempio di Castore e Polluce. Papa Silvestro ordinò di edificare nei pressi la chiesa di Santa Maria Liberatrice, o anche Santa Maria libera nos a poenis inferni.

### La storiografia moderna
Secondo Claudio Rendina, l'agiografia cristiana ha costruito a posteriori (quando la Chiesa era diventata una potenza politica oltre che spirituale) la personalità di Silvestro come figura esemplare di cristiano, forse nel tentativo di recuperare una figura opaca per restituirle, a forza, una dimensione di parità, se non di superiorità, con l'imperatore.